# Andreas Bresinsky
Andreas Bresinsky ur. 19 stycznia 1935 w Tallinnie – niemiecki profesor botaniki.

## Życiorys
Studiował biologię, chemię i gleboznawstwo na Uniwersytecie Ludwiga Maximiliana w Monachium. W 1960 obronił doktorat, a w 1964 uzyskał habilitację. W 1973 roku objął katedrę botaniki na Uniwersytecie w Ratyzbonie, był także kierownikiem uniwersyteckiego ogrodu botanicznego. Po przejściu na emeryturę nadal aktywnie prowadzi badania naukowe. Zajmował się głównie takimi działami botaniki i mykologii jak ewolucja, różnorodność i pokrewieństwo grzybów wyższych. Jest autorem wielu prac naukowych oraz autorem i współautorem kilku książek, a największą sławę przyniosło mu przeredagowanie i ponowne opracowanie dzieła „Botanika” Edwarda Strasburgera. w 1992 odznaczony został Federalny Krzyż Zasługi na Wstędze.
W naukowych nazwach utworzonych przez niego taksonów dodawane jest jego nazwisko Bresinsky. Upamiętniono go, jego nazwiskiem nazywając niektóre gatunki grzybów: Boletus bresinskyanus, Schizopora bresinskyi.